# Naissance en 2024
Naissance
- 2020
- 2021
- 2022
- 2023
- 2024
- 2025
- 2026
- 2027
- 2028

Les naissances en 2024 concernent les personnalités nées entre le 1er janvier et le 31 décembre 2024.